# Castell de Carlisle
El castell de Carlisle és una fortalesa pertanyent al patrimoni anglès del Regne Unit (English Heritage). Està situat en el municipi de Carlisle, que pertany al comtat de Cúmbria. Té uns 900 anys d'antiguitat i ha estat l'escenari de diversos esdeveniments històrics.

## Construcció
Es va construir durant el regnat de Guillem II d'Anglaterra, fill de Guillem el Conqueridor, que va envair Anglaterra el 1066 amb tropes normandes per reclamar el tron. En aquella època, la regió de Cumberland —nom que tenia l'actual Cúmbria— era considerada part d'Escòcia. El 1091, Guillem va afrontar amb èxit una invasió del rei Malcolm III, al qual va sotmetre a vassallatge, però va decidir que, per assegurar millor la frontera, hi calia construir alguns castells. Un dels llocs que va triar va ser Carlisle, perquè des d'allà podria controlar Cumberland i Westmorland.
La primera construcció va consistir en un castell de mota i pati d'estil normand, erigit sobre el lloc on havia estat un fortí romà. Les obres es van iniciar el 1093. Temps després, el 1122, Enric I va manar reforçar la construcció substituint la fusta per pedra, a més es va construir una muralla que encabia tota la ciutat i va afegir-hi una torre. Aquestes obres van durar fins al 1135.

## De l'edat mitjana a la unificació
Els escocesos van fer diversos intents per recuperar Cumberland, però els anglesos no es van conformar i van tornar a prendre'l, fet que va comportar que el castell de Carlisle canviés de mans més d'una vegada durant els 700 anys següents. La primera vegada va ser durant el problemàtic regnat d'Esteve d'Anglaterra.
El 26 de març del 1296, John Comyn III, lord d'Annandale, líder de la Guerra d'independència d'Escòcia va menar un atac al castell. El governador del castell, Robert de Brus, va aconseguir defensar la posició i va forçar els atacants a retirar-se fins a l'abadia de Sweetheart.
Des de mitjan segle xiii fins a la unificació d'Anglaterra i Escòcia el 1603, el castell de Carlisle va ser el principal quarter general de la frontera occidental.

## Del s. XVI al s. XX
Enric VIII va dotar el castell d'artilleria, cosa que va encomanar a l'enginyer Stefan von Haschenperg. Durant uns mesos de l'any 1567, Maria I d'Escòcia va estar empresonada a la torre Warden, que fou enderrocada el 1835. Més tard, el castell va ser assetjat per les forces del parlament, durant vuit mesos de l'any 1644, un llarg episodi de la Guerra civil anglesa.
Les batalles més importants que van tenir com a escenari la ciutat i el castell de Carlisle van ser durant el segon aixecament jacobita contra Jordi II del Regne Unit, el 1745. Les tropes del príncep Carles Eduard Stuart van sortir d'Escòcia cap a Anglaterra i van arribar fins a Derby. Durant un temps van ocupar el castell de Carlisle, però van se empeses cap al nord per les tropes de Guillem August, duc de Cumberland, fill de Jordi II. Carlisle va ser recuperat i els jacobites que s'hi estaven, executats. Aquesta va ser la darrera batalla que es va produir envers el castell, ja que en endavant els dos països van formar un sol regne.
Després del 1746, el castell va anar-se deteriorant, però només s'hi van fer algunes obres menors de reparació, com ara en relació amb el pont llevadís el 1783.
Algunes parts del castell es van esfondrar pel desgast dels materials i al segle xix es van desmuntar quedant el que avui dia és visible. El que restava de l'edifici va ser traspassat a l'exèrcit britànic, que el van aprofitar per fer un destacament d'infanteria (Border Regiment). Aquest destacament va durar fins al 1959, quan el regiment es va unir amb el King's Own Royal Regiment (Lancaster). L'exèrcit de reserva encara fa servir parts del castell: la 8a patrulla de la companyia C del 4t batalló del regiment Duc de Lancaster hi estan instal·lats. El castell conté un museu sobre l'exèrcit fronterer.

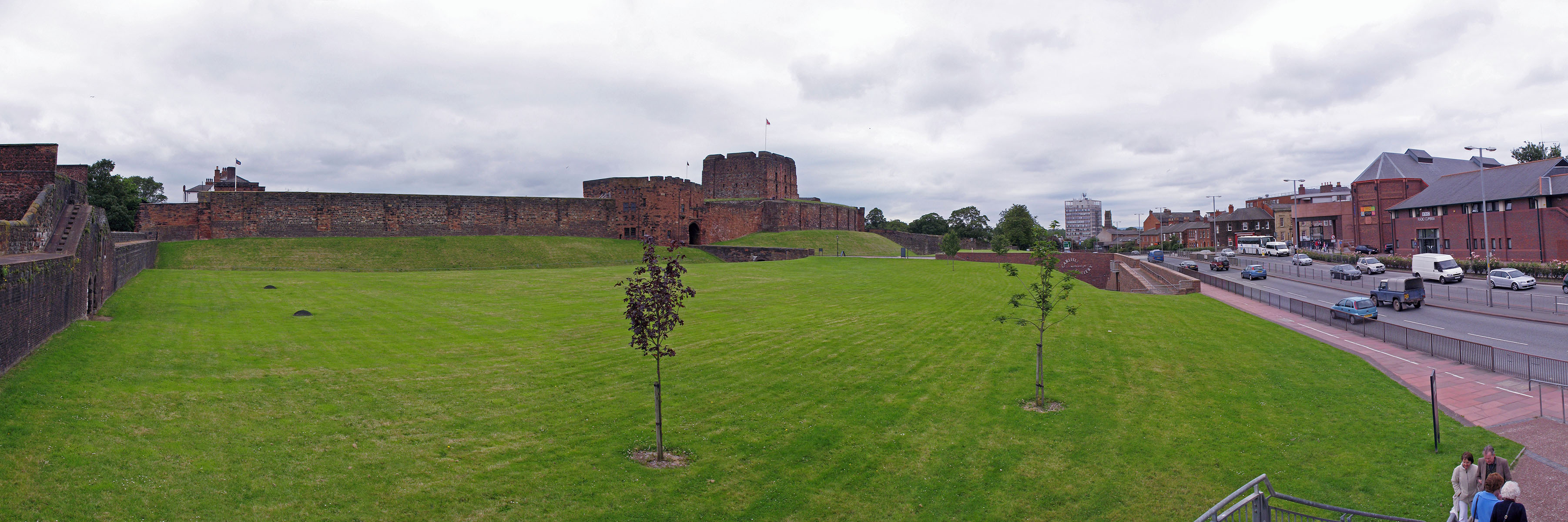
Vista panoràmica del castell i l'entrada de la muralla

## Llista de senescals
- Nomenat per Enric II:
  - Robert de Vaux, baró de Gillesland
- Nomenat per Joan sense Terra:
  - William de Stuteville, baró de Lyddal
- Nomenats per Enric III:
  - Robert de Vaux
  - Robert de Veteripont
  - William de Dacre
  - Thomas de Multon
  - Joan Balliol (rei d'Escòcia)
  - Robert de Brus, 5è lord d'Annandale
  - William III de Forz, 4t comte d'Albemarle
  - Eustace de Baliol
  - Roger de Leiburne
- Nomenats per Eduard I:
  - Robert de Hampton
  - Richard de Holebrok
  - John de Swinburn
  - Gilbert de Curwen of Workington
  - William de Boyville
  - Robert de Brus, 6è lord d'Annandale
  - Michael de Harela
  - John de Halton, bisbe de Carlisle
  - Alexander de Bassenthwaite
- Nomenats per Eduard II:
  - John de Castre
  - Andrew de Harcla, 1r comte de Carlisle
  - Piers Gaveston, 1r comte de Cornwall
  - Ralph Fitz William, baró de Greystoke
  - John de Halton, bisbe de Carlisle (2a vegada)
- Nomenats per Eduard III:
  - Ralph Dacre, 1r baró Dacre
  - Anthony lord Lucy de Cockermouth
  - John de Glanton
  - John Kirby, bisbe de Carlisle
  - Hugh de Moresby
  - Thomas, lord Lucy
  - Roland de Vaux
  - Richard de Denton
  - Hugh de Lowther
- Nomenats per Ricard II:
  - Henry Percy, 1r comte de Northúmberland
  - Ralph Lord Neville de Raby
  - John Lord Moss de Hamlake
  - John Halland, comte de Huntington
  - Lewis Clifford
- Nomenats per Enric IV;
  - Henry Lord Percy
- Nomenats per Eduard IV;
  - Ricard duc de Gloucester
- Nomenats per Ricard III:
  - Richard Salkeld de Corby
- Nomenats per Enric VII;
  - Richard Salkeld de Corby
- Nomenats per Enric VIII;
  - Thomas Lord Warton
  - William Lord Dacre de Gillesland
- Nomenats per Eduard VI:
  - William Lord Dacre de Gillesland
- Nomenats per Maria I:
  - William Lord Dacre de Gillesland
- Nomenats per Elisabet I:
  - Henry Lord Scrope de Bolton
  - William Lord Dacre de Gillesland
- Nomenats per Carles I:
  - Nicholas Byron
  - Nicholas Byron
  - Henry Stradling
  - John Brown
  - William Douglas
  - William Levingston
  - Philip Musgrave Bart.
  - Jeremiah Tolhurst Esq.
  - Coronel Thomas Fitch